# Pallanuoto ai XV Giochi panamericani
Il XV torneo panamericano di pallanuoto ha avuto luogo tra il 14 e il 26 luglio 2007 nell'ambito dei XV Giochi panamericani di Rio de Janeiro. Le donne hanno disputato il torneo per la terza volta.

## Torneo maschile
Hanno preso parte al torneo otto formazioni. Il torneo si è svolto in due fasi. Nella prima si sono disputati due gironi all'italiana, nella seconda le prime due classificate di ciascun raggruppamento si sono incrociate nelle semifinali.

### Fase preliminare

#### Gruppo A
|    | Squadra     | Punti | G | V | N | P | GF | GS | Diff |
| -- | ----------- | ----- | - | - | - | - | -- | -- | ---- |
| 1. | Stati Uniti | 6     | 3 | 3 | 0 | 0 | 51 | 12 | +39  |
| 2. | Brasile     | 4     | 3 | 2 | 0 | 1 | 35 | 24 | +11  |
| 3. | Messico     | 2     | 3 | 1 | 0 | 2 | 17 | 33 | -16  |
| 4. | Porto Rico  | 0     | 3 | 0 | 0 | 3 | 10 | 44 | -34  |

| 21 luglio 2007 16:30 | Messico | 6 – 3 | Porto Rico |  |

| 21 luglio 2007 19:30 | Brasile | 6 – 12 | Stati Uniti |  |

| 22 luglio 2007 16:30 | Messico | 3 – 18 | Stati Uniti |  |

| 22 luglio 2007 19:30 | Brasile | 17 – 4 | Porto Rico |  |

| 23 luglio 2007 16:30 | Stati Uniti | 21 – 3 | Porto Rico |  |

| 23 luglio 2007 19:30 | Brasile | 12 – 8 | Messico |  |

#### Gruppo B
|    | Squadra   | Punti | G | V | N | P | GF | GS | Diff |
| -- | --------- | ----- | - | - | - | - | -- | -- | ---- |
| 1. | Canada    | 6     | 3 | 3 | 0 | 0 | 46 | 21 | +25  |
| 2. | Cuba      | 4     | 3 | 2 | 0 | 1 | 40 | 27 | +13  |
| 3. | Colombia  | 2     | 3 | 1 | 0 | 2 | 15 | 33 | -18  |
| 4. | Argentina | 0     | 3 | 0 | 0 | 3 | 21 | 41 | -20  |

| 21 luglio 2007 15:00 | Canada | 15 – 12 | Cuba |  |

| 21 luglio 2007 18:00 | Argentina | 7 – 8 | Colombia |  |

| 22 luglio 2007 15:00 | Canada | 12 – 1 | Colombia |  |

| 22 luglio 2007 18:00 | Argentina | 6 – 14 | Cuba |  |

| 23 luglio 2007 15:00 | Cuba | 14 – 6 | Colombia |  |

| 23 luglio 2007 16:30 | Canada | 19 – 8 | Argentina |  |

### Fase finale

#### Semifinali
| 25 luglio 2007 18:00 | Stati Uniti | 15 – 4 | Cuba |  |

| 25 luglio 2007 19:30 | Canada | 6 – 10 | Brasile |  |

#### 5º-8º posto
| 25 luglio 2007 15:00 | Messico | 8 – 9 | Argentina |  |

| 25 luglio 2007 16:30 | Porto Rico | 9 – 10 (d2TS) | Colombia |  |

#### Finali

##### 7º-8º posto
| 26 luglio 2007 15:00 | Porto Rico | 5 – 10 | Messico |  |

##### 5º-6º posto
| 26 luglio 2007 16:30 | Colombia | 10 – 7 | Argentina |  |

##### Finale per il Bronzo
| 26 luglio 2007 18:00 | Cuba | 5 – 9 | Canada |  |

##### Finale per l'Oro
| 26 luglio 2007 19:30 | Stati Uniti | 9 – 2 | Brasile |  |

### Classifica finale
| Pos.    | Squadra     |
| ------- | ----------- |
| Oro     | Stati Uniti |
| Argento | Brasile     |
| Bronzo  | Canada      |
| 4       | Cuba        |
| 5       | Colombia    |
| 6       | Argentina   |
| 7       | Messico     |
| 8       | Porto Rico  |

| Campione Coppa Panamericana 2007 |
| -------------------------------- |
| Stati Uniti 10º titolo           |

## Torneo femminile
Al III torneo femminile hanno preso parte sei formazioni che hanno disputato un girone unico al termine del quale le prime quattro si sono incrociate in semifinale.

### Fase preliminare
|    | Squadra     | Punti | G | V | N | P | GF | GS | Diff |
| -- | ----------- | ----- | - | - | - | - | -- | -- | ---- |
| 1. | Stati Uniti | 10    | 5 | 5 | 0 | 0 | 68 | 22 | +46  |
| 2. | Canada      | 7     | 5 | 3 | 1 | 1 | 59 | 27 | +32  |
| 3. | Brasile     | 6     | 5 | 3 | 0 | 2 | 42 | 30 | +12  |
| 4. | Cuba        | 3     | 5 | 1 | 1 | 3 | 39 | 52 | -13  |
| 5. | Porto Rico  | 2     | 5 | 1 | 0 | 4 | 36 | 57 | -21  |
| 6. | Venezuela   | 2     | 5 | 1 | 0 | 4 | 29 | 85 | -56  |

| 14 luglio 2007 15:00 | Cuba | 13 – 12 | Porto Rico |  |

| 14 luglio 2007 16:30 | Stati Uniti | 21 – 3 | Venezuela |  |

| 14 luglio 2007 18:00 | Canada | 5 – 2 | Brasile |  |

| 15 luglio 2007 15:00 | Porto Rico | 5 – 14 | Canada |  |

| 15 luglio 2007 16:30 | Stati Uniti | 14 – 6 | Cuba |  |

| 15 luglio 2007 18:00 | Venezuela | 4 – 20 | Brasile |  |

| 16 luglio 2007 15:00 | Cuba | 8 – 9 | Venezuela |  |

| 16 luglio 2007 16:30 | Canada | 8 – 10 | Stati Uniti |  |

| 16 luglio 2007 18:00 | Brasile | 7 – 6 | Porto Rico |  |

| 17 luglio 2007 15:00 | Venezuela | 10 – 11 | Porto Rico |  |

| 17 luglio 2007 16:30 | Cuba | 7 – 7 | Canada |  |

| 17 luglio 2007 18:00 | Stati Uniti | 10 – 3 | Brasile |  |

| 18 luglio 2007 15:00 | Stati Uniti | 13 – 2 | Porto Rico |  |

| 18 luglio 2007 16:30 | Canada | 25 – 3 | Venezuela |  |

| 18 luglio 2007 18:00 | Brasile | 10 – 5 | Cuba |  |

### Fase finale

#### Semifinali
| 19 luglio 2007 16:30 | Stati Uniti | 16 – 3 | Cuba |  |

| 19 luglio 2007 18:00 | Canada | 6 – 5 | Brasile |  |

#### Finali

##### 5º-6º posto
| 19 luglio 2007 15:00 | Porto Rico | 13 – 7 | Venezuela |  |

##### Finale per il Bronzo
| 20 luglio 2007 16:30 | Cuba | 6 – 5 | Brasile |  |

##### Finale per l'Oro
| 20 luglio , 2007 18:00 | Stati Uniti | 6 – 4 | Canada |  |

### Classifica finale
| Pos.    | Squadra     |
| ------- | ----------- |
| Oro     | Stati Uniti |
| Argento | Canada      |
| Bronzo  | Brasile     |
| 4       | Cuba        |
| 5       | Porto Rico  |
| 6       | Venezuela   |

| Campione Coppa Panamericana 2007 |
| -------------------------------- |
| Stati Uniti 2º titolo            |

### Fonti
- (EN) Todor66.com - Sport statistics Archive, su todor66.com.